# Огнемёт типа K
Огнемёт типа K (пол. miotacz ognia wzór K) — ранцевый огнемёт Армии Крайовой. Производился в подпольных условиях в Польше во время немецкой оккупации.

## История
В 1942 году главный штаб Армии Крайовой санкционировал создание простого в изготовлении огнемёта, который можно было бы собирать из доступных материалов в обычных мастерских. Орудие предназначалось в первую очередь для борьбы с бронетехникой. В ходе работ было создано несколько вариантов конструкции огнемётов, самым популярным из которых стал тип K, ставший своего рода стандартным огнемётом польского подполья. Общее количество произведённых огнемётов назвать трудно, однако можно предположить, что их было собрано несколько сотен. Так, одна только мастерская Антония Вечковского изготовила 400 штук. Производство огнемётов было организовано в Варшаве. Собранные образцы могли конструктивно отличаться друг от друга из-за различий в условиях производства.
Основу конструкции огнемёта составляли два стальных цилиндрических резервуара для огнесмеси, соединённые друг с другом (общий объём — 16 литров, высота 45 см, диаметр — 16 см), а также баллон со сжатым воздухом ёмкостью 6 литров (высота 60 см, диаметр — 12 см). Вся эта конструкция имела лямки для переноски на спине огнемётчика. Для стрельбы использовалась огнесмесь, полученная смешиванием 75 % дизельного топлива и 25 % бензина. Между резервуарами и баллоном с воздухом был установлен клапан. Огнесмесь подавалась к ружью огнемёта посредством гибкого шланга. Само ружьё представляло из себя трубу длиной 114 см, на дульном срезе которой был установлен клапан, открывавшийся рычагом.
После открытия клапана огнесмесь под действием сжатого воздуха попадала по гибкому шлангу в ружьё и воспламенялась на выходе из дульного среза, попав на надетую на ствол сетчатую корзину, вокруг которой был намотан фитиль. Перед выстрелом фитиль требовалось поджечь. Таким образом можно было сделать порядка тридцати односекундных выстрелов. Для тушения фитиля требовалось надеть на корзину консервную банку.
Огнемёт типа K оказался вполне удачным, учитывая примитивную конструкцию и условия, в которых его производили. Главным недостатком огнемёта было постепенное падение давления в системе: с каждым новым выстрелом дальность огнеметания падала. Перезарядка огнемёта, которую осуществляли подносчики боеприпасов, занимала около 4 минут.

## Боевое применение

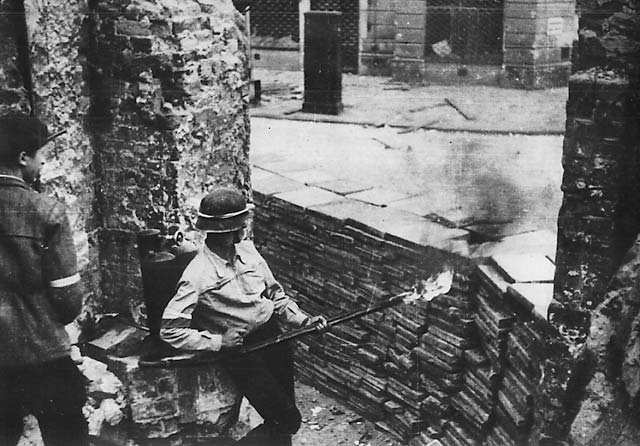
Огнемётчик восставших, Варшава, 1944 год

Отделение огнемётчиков состояло из четырёх человек:
- командир отделения,
- огнемётчик,
- 2 подносчика боеприпасов[1].

К началу Варшавского восстания у восставших имелось около тридцати огнемётов. Остальные были найдены немцами в тайных схронах оружия или находились на территориях, недоступных для восставших. Тем не менее, оружие активно применялось в самых ожесточённых уличных боях. Некоторое количество огнемётов было произведено во время восстания. Большинство огнемётных отделений действовали отдельно, однако была сформирована и огнемётная рота.